# Aedes palauensis
Aedes palauensis är en tvåvingeart som beskrevs av Richard Mitchell Bohart 1956. Aedes palauensis ingår i släktet Aedes och familjen stickmyggor. Inga underarter finns listade i Catalogue of Life.